# Кулебакин, Виктор Сергеевич
Ви́ктор Серге́евич Кулеба́кин (1891—1970) — советский учёный в области теории управления, специалист по самолётостроению, электротехник. Академик АН СССР. Генерал-майор инженерно-авиационной службы. Лауреат Сталинской премии второй степени.

## Биография
Родился 18 (30) октября 1891 года в Москве. Начальное образование получил в Богородской школе и Набилковском коммерческом училище. В 1914 году окончил Императорское Московское техническое училище, в 1916 — Гатчинскую школу лётчиков. В 1917—1940 годах преподавал в ИМТУ. В 1923—1960 годах — в ВВИА имени Н. Е. Жуковского. В 1930 годах В. С. Кулебакин возглавлял кафедру «Электрические аппараты» Московского энергетического института (МЭИ), был заместителем директора по учебной части, в 1944 году организовал и возглавил военную кафедру в МЭИ.
Член-корреспондент АН СССР (1 февраля 1933 года) по специальности «энергетика». Академик АН СССР (29 января 1939 года) по специальности «энергетика и автоматика». 
Кулебакин был одним из создателей плана ГОЭЛРО.
В 1927—1934 годах принимал участие в составлении «Технической энциклопедии» в 26-и томах под редакцией Л. К. Мартенса, автор статей по тематике «электротехника». С 1939 года руководил институтом Институтом автоматики и телемеханики АН СССР.  Сотрудник этого института Георгий Щипанов опубликовал работу, которая положила начало теории инвариантности в системах автоматического управления, но встретила разгромную критику. В 1940 году эта критика перешла в политические обвинения в  распространении лженауки. Кулебакин, полностью поддерживавший Щипанова, был снят весной 1941 года с поста директора института.
В самом начале Великой Отечественной войны В. С. Кулебакин был назначен руководителем работ АН СССР и ВВИА им. Н. Е. Жуковского по оказанию научно-технической помощи и содействия фронту и промышленности. Он также стал членом Комиссии по мобилизации ресурсов Урала. 
В 1942 году Кулебакину за укрепление обороноспособности СССР было присвоено звание генерал-майора инженерно-авиационной службы.
В 1944 году В. С. Кулебакин вернулся на работу в Институт автоматики и телемеханики и до 1962 года возглавлял одну из его лабораторий.
Умер 11 февраля 1970 года. Похоронен в Москве на Новодевичьем кладбище (участок № 7).

## Награды и звания
Деятельность Кулебакина отмечена рядом наград:
- два ордена Ленина (1942; 1958);
- орден Красного Знамени (1945);
- орден Трудового Красного Знамени (10.06.1945);
- три ордена Красной Звезды (26.5.1936; 1944; 1945);
- орден «Знак Почёта» (13.12.1940) — «в ознаменование 35-летия Московского энергетического института им. В. М. Молотова, за выдающиеся заслуги в деле выращивания и воспитания энергетических кадров для народного хозяйства»
- медали

Также ему были вручены:
- Сталинская премия второй степени (1950) — за создание и внедрение нового рудничного конденсаторного электровоза
- премия имени П. Н. Яблочкова АН СССР (1962)[9][3];
- Золотые часы (28.10.1938)

В. С. Кулебакин — заслуженный деятель науки и техники РСФСР (1961).

## Память
- На здании Института проблем управления им. В. А. Трапезникова РАН в память о Кулебакине установлена памятная доска[10].
- На одном их корпусов ВВИА им. Жуковского также установлена мемориальная доска.